# Саво Раковић
Саво Раковић (Пожега, 1. октобра 1985) српски фудбалер, који тренутно наступа за екипу Душковци.
Каријеру је започео у екипи Слоге из родне Пожеге. Као члан екипе Севојна, Раковић је наступио у финалу Купа Србије за сезону 2008/09, када је његов тим поражен од београдског Партизана. Са истом екипом изборио је пласман у Суперлигу Србије наредне сезоне. Каријеру је, потом, наставио у Мађарској, где је наступао више година, са изузетком 2014. године, када је био под уговором са ужичком Слободом. Почетком 2019, приступио је саставу Јединства Путева. На почетку сезоне 2020/21. прешао је у екипу Јасена из Бродарева.